# Belmont County
Das Belmont County ist ein County im US-Bundesstaat Ohio. Bei der Volkszählung im Jahr 2010 hatte das County 70.400 Einwohner und eine Bevölkerungsdichte von 50,6 Einwohnern pro Quadratkilometer. Der Verwaltungssitz (County Seat) ist St. Clairsville.

## Geographie
Das County liegt im Osten von Ohio und wird durch den Ohio River von West Virginia getrennt. Es hat eine Fläche von 1.402 Quadratkilometern, wovon zehn Quadratkilometer Wasserfläche sind. An das Belmont County grenzen folgende Countys:
|                 | Harrison County | Jefferson County                |
| Guernsey County |                 | Ohio County (West Virginia)     |
| Noble County    | Monroe County   | Marshall County (West Virginia) |

## Geschichte
Das Belmont County wurde am 7. September 1801 aus Teilen des Jefferson County und des Washington County gebildet. Benannt wurde es nach dem französischen Ausdruck für Schöner Berg.
Ein Ort im County hat den Status einer National Historic Landmark, der Schlepper Donald B. 24 Bauwerke und Stätten des Countys sind im National Register of Historic Places eingetragen (Stand 6. April 2018).

## Demografische Daten
Nach der Volkszählung im Jahr 2010 lebten im Belmont County 70.400 Menschen in 28.343 Haushalten. Die Bevölkerungsdichte betrug 50,6 Einwohner pro Quadratkilometer.
Ethnisch betrachtet setzte sich die Bevölkerung zusammen aus 94,0 Prozent Weißen, 4,0 Prozent Afroamerikanern, 0,1 Prozent amerikanischen Ureinwohnern, 0,4 Prozent Asiaten sowie aus anderen ethnischen Gruppen; 1,3 Prozent stammten von zwei oder mehr Ethnien ab. Unabhängig von der ethnischen Zugehörigkeit waren 0,6 Prozent der Bevölkerung spanischer oder lateinamerikanischer Abstammung.
In den 28.343 Haushalten lebten statistisch je 2,24 Personen.
19,7 Prozent der Bevölkerung waren unter 18 Jahre alt, 62,7 Prozent waren zwischen 18 und 64 und 17,6 Prozent waren 65 Jahre oder älter. 49,6 Prozent der Bevölkerung war weiblich.

Das jährliche Durchschnittseinkommen eines Haushalts lag bei 37.473 USD. Das Prokopfeinkommen betrug 19.991 USD. 16,8 Prozent der Einwohner lebten unterhalb der Armutsgrenze.

## Städte und Gemeinden
Citys
- Martins Ferry
- St. Clairsville

Villages
| - Barnesville - Bellaire - Belmont - Bethesda - Bridgeport | - Brookside - Fairview - Flushing - Holloway - Morristown | - Powhatan Point - Shadyside - Wilson1 - Yorkville |

Census-designated place (CDP)
- Neffs

1 – teilweise im Monroe County

## Townships

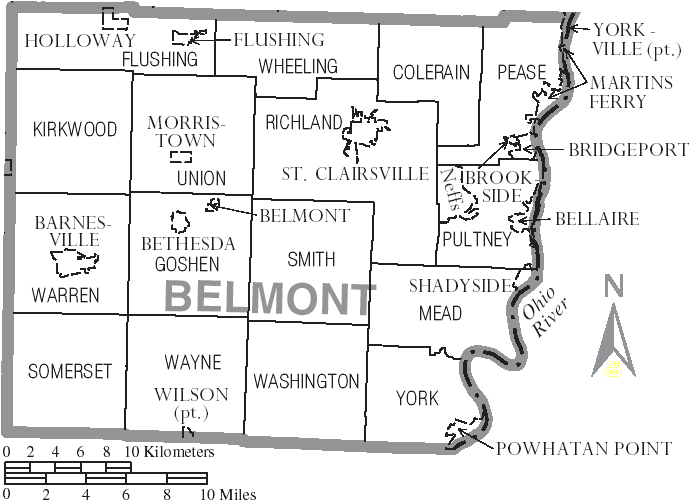
Karte des Belmont County

| - Colerain Township - Flushing Township - Goshen Township - Kirkwood Township | - Mead Township - Pease Township - Pultney Township - Richland Township | - Smith Township - Somerset Township - Union Township - Warren Township | - Washington Township - Wayne Township - Wheeling Township - York Township |